# 1,3-thiazepine
1,3-thiazepine is een heterocyclische organische verbinding met als brutoformule C5H5NS. De structuur bestaat uit een onverzadigde zevenring, waarbij koolstofatoom 1 en 3 zijn vervangen door een stikstof-, respectievelijk zwavelatoom.